# Sara Harstick
Sara Harstick (* 8. September 1981 in Hildesheim) ist eine ehemalige deutsche Schwimmerin. Sie startete zunächst für die SG Hildesheim (später umbenannt in EVI Hildesheim) und vor dem Ende ihrer Karriere für den VfV Hildesheim.
Bei den Olympischen Spielen 2000 in Sydney gewann Harstick zusammen mit Franziska van Almsick, Antje Buschschulte und Kerstin Kielgaß Bronze über die 4 × 200 m Freistil. Vier Jahre später bei den Olympischen Spielen in Athen holten Franziska van Almsick, Petra Dallmann, Antje Buschschulte und Hannah Stockbauer ebenfalls Bronze. Da Harstick im Vorlauf dieses Rennens angetreten war, bekam sie ebenfalls eine Bronzemedaille.
Außerdem wurde ihr – wie auch ihren Staffelkameradinnen – vom Bundespräsidenten am 16. April 2005 das Silberne Lorbeerblatt verliehen.
Aufgrund der Entlassung ihres Trainers Reiner Tylinski beendete Harstick im Januar 2008 ihre Schwimmkarriere, da ihr die „notwendigen Rahmenbedingungen“ für eine erneute Olympiaqualifikation genommen worden seien.